# 비동기 전송 방식
비동기 전송 방식(영어: asynchronous transfer mode, ATM, 문화어: 비동기전송방식교환체계)은 자료를 일정한 크기로 정하여 순서대로 전송하는 자료의 전송 방식이다.

## 개요
비동기 전송 방식은 셀이라 부르는 고정 길이 패킷을 이용하여 처리가 단순하고 고속망에 적합하다. 또한 연속적으로 셀을 보낼 때 다중화를 하지 않고 셀단위로 동기가 이루어지지만 경우에 따라 동기식 시간 분할 다중화를 사용하기도 한다. 실시간 서비스와 비실시간 서비스를 제공할 수 있으며 음성과 같이 고정 비트레이트 (CBR)의 처리와 압축 비디오 신호와 같이 가변 비트레이트 (VBR)의 처리가 모두 가능하다. 셀 중계 프로토콜로 B-ISDN과 결합하여 전 세계 네트워크의 고속 상호연결을 가능하게 해 현재 뿐 아니라 미래의 서비스까지도 제공할 수 있을 것으로 예상된다.

## 특징
비동기 전송 방식은 가상 채널 (Virtual Channel) 혹은 가상 패킷 (Virtual Packet) 기반의 연결 지향 서비스로 셀이라 부르는 고정 길이(53바이트) 패킷을 사용하며 통계적 다중화 방식을 이용한다. CAC에 기반한 양 끝단(end to end)간 오류와 흐름을 제어하므로 어떤 종류의 서비스라도 제공할 수 있고, 망의 고속화가 가능하며, 망의 오버헤드를 줄일 수 있다.

## 프로토콜 구조
비동기 전송 방식의 프로토콜은 3개의 평면과 4개의 레이어로 구성된다.

### 단계
- 관리 단계 (Management Plane) - 망 관리를 담당
  - 단계 관리 (Plane Management)
  - 계층 관리 (Layer Management)
- 제어 단계 (Control Plane) - 제어 정보를 전송
- 사용자 단계 (User Plane) - 사용자 정보를 전송

### 계층
- 제어 상위 계층 (Control Higher Layer) - 애플리케이션을 담당
- 사용자 정보 상위 계층 (User Information Higher Layer)
- ATM 변환 계층 (ATM Adaptation Layer, AAL) - 패이로드(Payload)를 만들기 위해 48 바이트 이내로 데이터를 잘라내는 역할.
- ATM 계층 (ATM Layer) - 프레임(Frame)을 만들어 냄, 헤더를 정의
- 물리 계층 (Physical Layer) - 전송에 적합한 신호 혹은 비트로 변환

## 셀의 구조
비동기 전송 방식의 셀은 총 53 바이트이며 5 바이트의 헤더와 48 바이트의 패이로드로 구성된다. 비동기 전송방식에서는 UNI(User-Network Interface)와 NNI(Network-Network Interface) 두 가지 셀 포맷이 존재한다. 대부분의 비동기 전송 방식에서는 UNI 셀 포맷을 사용한다.
| 7                                 |     |     | 4   | 3   |     |     | 0   |
| GFC                               | GFC | GFC | GFC | VPI | VPI | VPI | VPI |
| VPI                               | VPI | VPI | VPI | VCI | VCI | VCI | VCI |
| VCI                               |     |     |     |     |     |     |     |
| VCI                               | VCI | VCI | VCI | PT  | PT  | PT  | CLP |
| HEC                               |     |     |     |     |     |     |     |
| 패이로드와 선택적 패딩 (48 bytes) |     |     |     |     |     |     |     |

| 7                                 |     |     | 4   | 3   |     |     | 0   |
| VPI                               |     |     |     |     |     |     |     |
| VPI                               | VPI | VPI | VPI | VCI | VCI | VCI | VCI |
| VCI                               |     |     |     |     |     |     |     |
| VCI                               | VCI | VCI | VCI | PT  | PT  | PT  | CLP |
| HEC                               |     |     |     |     |     |     |     |
| 패이로드와 선택적 패딩 (48 bytes) |     |     |     |     |     |     |     |

GFC = 일반 흐름 제어(Generic Flow Control) (4 bits) (초기값: 4-zero bits)
VPI = 가상 경로 식별자(Virtual Path Identifier) (8 bits UNI) or (12 bits NNI)
VCI = 가상 채널 식별자(Virtual Channel identifier) (16 bits)
PT = 패이로드 형식(Payload Type) (3 bits)
CLP = 셀 손실 순위(Cell Loss Priority) (1-bit)
HEC = 헤더 오류 제어(Header Error Control) (8-bit CRC, 다항식 = X8 + X2 + X + 1)

## 서비스

### 실시간 서비스
실시간 서비스는 제한된 시간 내에 처리하는 것을 의미하는 것으로 음성과 같은 CBR 서비스와 순간적인 압축률이 달라 발생되는 비트레이트가 다른 압축 비디오와 같이 rt-VBR (Real-time variable bit rate) 서비스를 제공한다.

### 비실시간 서비스
비실시간 서비스로는 망에서 영화와 같은 파일을 다운로드 받아 보는 경우와 같은 nrt-VBR (Non-real-time variable bit rate), 망이 전송 가능하면 전송하고 서비스를 제공할 수 있는 만큼만 받아 최소한을 보장하는 ABR (Available bit rate), 서비스를 할 수 있을 만큼만 받아주고 하한 조건이 없지만 망이 바쁠 경우 언제 서비스를 제공할 수 있을지 알 수 없는 UBR (Unspecified bit rate), 프레임 레이트를 보장해 주는 GFR (Guaranteed frame rate) 서비스를 제공한다.